# Interlands Salvadoraans voetbalelftal 2020-2029
Deze pagina toont een chronologisch en gedetailleerd overzicht van de interlands die het Salvadoraans voetbalelftal speelt en heeft gespeeld in de periode 2020 – 2029.

## Interlands

### 2020
|                                                                   |             |                         |         |                                                                                               |
| 19 januari Vriendschappelijk «onderlinge duels» 16:00 uur (UTC−8) | El Salvador | 0 – 1                   | IJsland | Dignity Health Sports Park, Carson Toeschouwers: 500 Scheidsrechter: Alejandro Mariscal (USA) |
| 19 januari Vriendschappelijk «onderlinge duels» 16:00 uur (UTC−8) |             | 65' Kjartan Finnbogason |         | Dignity Health Sports Park, Carson Toeschouwers: 500 Scheidsrechter: Alejandro Mariscal (USA) |

|                                                                   | |       |             | |
| 9 december Vriendschappelijk «onderlinge duels» 19:30 uur (UTC−5) | Verenigde Staten                                                                                                | 6 – 0 | El Salvador | Inter Miami CF Stadium, Fort Lauderdale Toeschouwers: 2.500 Scheidsrechter: José Torres Rivera (PUR) |
| 9 december Vriendschappelijk «onderlinge duels» 19:30 uur (UTC−5) | Paul Arriola 17' Chris Mueller 20' Sebastian Lletget 23' Chris Mueller 25' Ayo Akinola 27' Brenden Aaronson 50' |       |             | Inter Miami CF Stadium, Fort Lauderdale Toeschouwers: 2.500 Scheidsrechter: José Torres Rivera (PUR) |

### 2021
|                                                                                 |                                    |       |         |                                                                                      |
| 25 maart WK 2022 kwalificatie Eerste ronde «onderlinge duels» 19:30 uur (UTC−6) | El Salvador                        | 2 – 0 | Grenada | Estadio Cuscatlán, San Salvador Toeschouwers: 250 Scheidsrechter: Kimbell Ward (SKN) |
| 25 maart WK 2022 kwalificatie Eerste ronde «onderlinge duels» 19:30 uur (UTC−6) | Gerson Mayen 24' David Rugamas 47' |       |         | Estadio Cuscatlán, San Salvador Toeschouwers: 250 Scheidsrechter: Kimbell Ward (SKN) |

|                                                                                 |                 |       |                  |                                                                                                  |
| 28 maart WK 2022 kwalificatie Eerste ronde «onderlinge duels» 19:00 uur (UTC−4) | Montserrat      | 1 – 1 | El Salvador      | Ergilio Hatostadion, Willemstad (Curaçao) Toeschouwers: 0 Scheidsrechter: Ricangel de Leça (ARU) |
| 28 maart WK 2022 kwalificatie Eerste ronde «onderlinge duels» 19:00 uur (UTC−4) | Lyle Taylor 89' |       | 4' David Rugamas | Ergilio Hatostadion, Willemstad (Curaçao) Toeschouwers: 0 Scheidsrechter: Ricangel de Leça (ARU) |

|                                                                               |                 | |             |                                                                                           |
| 5 juni WK 2022 kwalificatie Eerste ronde «onderlinge duels» 15:00 uur (UTC−4) | Am. Maagdeneil. | 0 – 7 | El Salvador | Bethlehem Voetbalstadion, Christiansted Toeschouwers: 150 Scheidsrechter: Ted Unkel (USA) |
| 5 juni WK 2022 kwalificatie Eerste ronde «onderlinge duels» 15:00 uur (UTC−4) |                 | 23' Marvin Monterrosa 30' Juan Carlos Portillo 78' David Rugamas 79' Joshua Pérez 82' David Rugamas 86' Marvin Monterrosa 90' David Rugamas |             | Bethlehem Voetbalstadion, Christiansted Toeschouwers: 150 Scheidsrechter: Ted Unkel (USA) |

|                                                                               |                                                         |       |                    |                                                                                      |
| 8 juni WK 2022 kwalificatie Eerste ronde «onderlinge duels» 19:05 uur (UTC−6) | El Salvador                                             | 3 – 0 | Antigua en Barbuda | Estadio Cuscatlán, San Salvador Toeschouwers: 0 Scheidsrechter: Keylor Herrera (CRC) |
| 8 juni WK 2022 kwalificatie Eerste ronde «onderlinge duels» 19:05 uur (UTC−6) | Eriq Zavaleta 40' David Rugamas 68' Walmer Martinez 85' |       |                    | Estadio Cuscatlán, San Salvador Toeschouwers: 0 Scheidsrechter: Keylor Herrera (CRC) |

|                                                                                |                      |                                                                             |             |                                                                              |
| 12 juni WK 2022 kwalificatie Tweede ronde «onderlinge duels» 16:00 uur (UTC−4) | Saint Kitts en Nevis | 0 – 4                                                                       | El Salvador | Warner Park, Basseterre Toeschouwers: 0 Scheidsrechter: Kevin Morrison (JAM) |
| 12 juni WK 2022 kwalificatie Tweede ronde «onderlinge duels» 16:00 uur (UTC−4) |                      | 3' David Rugamas 20' Joshua Pérez 27' David Rugamas 64' (pen.) Darwin Cerén |             | Warner Park, Basseterre Toeschouwers: 0 Scheidsrechter: Kevin Morrison (JAM) |

|                                                                                |                                   |       |                      |                                                                                      |
| 15 juni WK 2022 kwalificatie Tweede ronde «onderlinge duels» 19:05 uur (UTC−6) | El Salvador                       | 2 – 0 | Saint Kitts en Nevis | Estadio Cuscatlán, San Salvador Toeschouwers: 0 Scheidsrechter: Keylor Herrera (CRC) |
| 15 juni WK 2022 kwalificatie Tweede ronde «onderlinge duels» 19:05 uur (UTC−6) | Joshua Pérez 24' Gerson Mayen 87' |       |                      | Estadio Cuscatlán, San Salvador Toeschouwers: 0 Scheidsrechter: Keylor Herrera (CRC) |

|                                                                |             |       |           |                                                                                                  |
| 26 juni Vriendschappelijk «onderlinge duels» 22:00 uur (UTC−6) | El Salvador | 0 – 0 | Guatemala | Banc of California Stadium, Los Angeles Toeschouwers: 22.000 Scheidsrechter: Oscar Moncada (HON) |
| 26 juni Vriendschappelijk «onderlinge duels» 22:00 uur (UTC−6) |             |       |           | Banc of California Stadium, Los Angeles Toeschouwers: 22.000 Scheidsrechter: Oscar Moncada (HON) |

|                                                               |             |                |       |                                                                             |
| 4 juli Vriendschappelijk «onderlinge duels» 20:00 uur (UTC+2) | El Salvador | 0 – 1          | Qatar | Stadion Aldo Drosina, Pula Toeschouwers: 0 Scheidsrechter: Ivan Bebek (CRO) |
| 4 juli Vriendschappelijk «onderlinge duels» 20:00 uur (UTC+2) |             | 69' Almoez Ali |       | Stadion Aldo Drosina, Pula Toeschouwers: 0 Scheidsrechter: Ivan Bebek (CRO) |

| CONCACAF Gold Cup 2021 |
| ---------------------- |

|                                                               |                                     |       |           |                                                                               |
| 11 juli Gold Cup Groep A «onderlinge duels» 22:30 uur (UTC−4) | El Salvador                         | 2 – 0 | Guatemala | Toyota Stadium, Frisco Toeschouwers: 8.494 Scheidsrechter: Jair Marrufo (USA) |
| 11 juli Gold Cup Groep A «onderlinge duels» 22:30 uur (UTC−4) | Alex Roldan 81' Joaquín Rivas 90+6' |       |           | Toyota Stadium, Frisco Toeschouwers: 8.494 Scheidsrechter: Jair Marrufo (USA) |

|                                                               |                    |                                           |             |                                                                               |
| 14 juli Gold Cup Groep A «onderlinge duels» 19:30 uur (UTC−4) | Trinidad en Tobago | 0 – 2                                     | El Salvador | Toyota Stadium, Frisco Toeschouwers: 8.494 Scheidsrechter: Selvin Brown (HON) |
| 14 juli Gold Cup Groep A «onderlinge duels» 19:30 uur (UTC−4) |                    | 30' Jairo Henríquez 90+1' Walmer Martinez |             | Toyota Stadium, Frisco Toeschouwers: 8.494 Scheidsrechter: Selvin Brown (HON) |

|                                                               |                    |       |             |                                                                              |
| 18 juli Gold Cup Groep A «onderlinge duels» 21:00 uur (UTC−5) | Mexico             | 1 – 0 | El Salvador | Cotton Bowl, Dallas Toeschouwers: 45.792 Scheidsrechter: Said Martínez (HON) |
| 18 juli Gold Cup Groep A «onderlinge duels» 21:00 uur (UTC−5) | Luis Rodríguez 26' |       |             | Cotton Bowl, Dallas Toeschouwers: 45.792 Scheidsrechter: Said Martínez (HON) |

|                                                                   |                                                        |       |                                     |                                                                                            |
| 24 juli Gold Cup Kwartfinale «onderlinge duels» 19:30 uur (UTC−4) | Qatar                                                  | 3 – 2 | El Salvador                         | State Farm Stadium, Glendale Toeschouwers: 64.211 Scheidsrechter: Fernando Hernández (MEX) |
| 24 juli Gold Cup Kwartfinale «onderlinge duels» 19:30 uur (UTC−4) | Almoez Ali 2' Abdulaziz Hatem 8' Almoez Ali 55' (pen.) |       | 63' Joaquín Rivas 66' Joaquín Rivas | State Farm Stadium, Glendale Toeschouwers: 64.211 Scheidsrechter: Fernando Hernández (MEX) |

|  |  |  |  |  |  |  |  |  |

|                                                                    |             |       |            |                                                                                              |
| 21 augustus Vriendschappelijk «onderlinge duels» 20:00 uur (UTC−7) | El Salvador | 0 – 0 | Costa Rica | Dignity Health Sports Park, Carson Toeschouwers: 20.000 Scheidsrechter: Rubiel Vazquez (USA) |
| 21 augustus Vriendschappelijk «onderlinge duels» 20:00 uur (UTC−7) |             |       |            | Dignity Health Sports Park, Carson Toeschouwers: 20.000 Scheidsrechter: Rubiel Vazquez (USA) |

|                                                                              |             |       |                  |                                                                                                  |
| 2 september WK-kwalificatie Finaleronde «onderlinge duels» 20:05 uur (UTC−6) | El Salvador | 0 – 0 | Verenigde Staten | Estadio Cuscatlán, San Salvador Toeschouwers: 29.000 Scheidsrechter: Juan Gabriel Calderón (CRC) |
| 2 september WK-kwalificatie Finaleronde «onderlinge duels» 20:05 uur (UTC−6) |             |       |                  | Estadio Cuscatlán, San Salvador Toeschouwers: 29.000 Scheidsrechter: Juan Gabriel Calderón (CRC) |

|                                                                              |             |       |          |                                                                                         |
| 5 september WK-kwalificatie Finaleronde «onderlinge duels» 17:00 uur (UTC−6) | El Salvador | 0 – 0 | Honduras | Estadio Cuscatlán, San Salvador Toeschouwers: 25.000 Scheidsrechter: Walter López (GUA) |
| 5 september WK-kwalificatie Finaleronde «onderlinge duels» 17:00 uur (UTC−6) |             |       |          | Estadio Cuscatlán, San Salvador Toeschouwers: 25.000 Scheidsrechter: Walter López (GUA) |

|                                                                              |                                                           |       |             |                                                                               |
| 8 september WK-kwalificatie Finaleronde «onderlinge duels» 19:30 uur (UTC−4) | Canada                                                    | 3 – 0 | El Salvador | BMO Field, Toronto Toeschouwers: 15.000 Scheidsrechter: Ricardo Montero (CRC) |
| 8 september WK-kwalificatie Finaleronde «onderlinge duels» 19:30 uur (UTC−4) | Atiba Hutchinson 6' Jonathan David 11' Tajon Buchanan 59' |       |             | BMO Field, Toronto Toeschouwers: 15.000 Scheidsrechter: Ricardo Montero (CRC) |

|                                                                     |             |                                         |           |                                                                                        |
| 24 september Vriendschappelijk «onderlinge duels» 20:00 uur (UTC−4) | El Salvador | 0 – 2                                   | Guatemala | Audi Field, Washington D.C. Toeschouwers: 19.000 Scheidsrechter: Tristley Bassue (SKN) |
| 24 september Vriendschappelijk «onderlinge duels» 20:00 uur (UTC−4) |             | 19' Christopher Ramírez 21' Pedro Altán |           | Audi Field, Washington D.C. Toeschouwers: 19.000 Scheidsrechter: Tristley Bassue (SKN) |

|                                                                            |                      |       |        |                                                                                          |
| 7 oktober WK-kwalificatie Finaleronde «onderlinge duels» 20:05 uur (UTC−6) | El Salvador          | 1 – 0 | Panama | Estadio Cuscatlán, San Salvador Toeschouwers: 10.000 Scheidsrechter: Oshane Nation (JAM) |
| 7 oktober WK-kwalificatie Finaleronde «onderlinge duels» 20:05 uur (UTC−6) | Enrico Hernández 37' |       |        | Estadio Cuscatlán, San Salvador Toeschouwers: 10.000 Scheidsrechter: Oshane Nation (JAM) |

|                                                                             |                                        |       |                     |                                                                                    |
| 10 oktober WK-kwalificatie Finaleronde «onderlinge duels» 16:00 uur (UTC−6) | Costa Rica                             | 2 – 1 | El Salvador         | Estadio Nacional, San José Toeschouwers: 5.000 Scheidsrechter: Said Martínez (HON) |
| 10 oktober WK-kwalificatie Finaleronde «onderlinge duels» 16:00 uur (UTC−6) | Bryan Ruiz 52' Celso Borges 58' (pen.) |       | 12' Jairo Henríquez | Estadio Nacional, San José Toeschouwers: 5.000 Scheidsrechter: Said Martínez (HON) |

|                                                                             |             |                                             |        |                                                                                         |
| 13 oktober WK-kwalificatie Finaleronde «onderlinge duels» 20:05 uur (UTC−6) | El Salvador | 0 – 2                                       | Mexico | Estadio Cuscatlán, San Salvador Toeschouwers: 31.000 Scheidsrechter: Drew Fischer (CAN) |
| 13 oktober WK-kwalificatie Finaleronde «onderlinge duels» 20:05 uur (UTC−6) |             | 30' Héctor Moreno 90+3' (pen.) Raúl Jiménez |        | Estadio Cuscatlán, San Salvador Toeschouwers: 31.000 Scheidsrechter: Drew Fischer (CAN) |

|                                                                   |             |                     |         |                                                                                     |
| 5 november Vriendschappelijk «onderlinge duels» 19:00 uur (UTC−5) | El Salvador | 0 – 1               | Bolivia | Audi Field, Washington D.C. Toeschouwers: 20.600 Scheidsrechter: Walter López (GUA) |
| 5 november Vriendschappelijk «onderlinge duels» 19:00 uur (UTC−5) |             | 72' Rodrigo Ramallo |         | Audi Field, Washington D.C. Toeschouwers: 20.600 Scheidsrechter: Walter López (GUA) |

|                                                                              |                 |       |                     | |
| 12 november WK-kwalificatie Finaleronde «onderlinge duels» 20:00 uur (UTC−6) | El Salvador     | 1 – 1 | Jamaica             | Estadio Cuscatlán, San Salvador Toeschouwers: 10.000 Scheidsrechter: José Raúl Torres Rivera (PUR) |
| 12 november WK-kwalificatie Finaleronde «onderlinge duels» 20:00 uur (UTC−6) | Alex Roldan 90' |       | 82' Michail Antonio | Estadio Cuscatlán, San Salvador Toeschouwers: 10.000 Scheidsrechter: José Raúl Torres Rivera (PUR) |

|                                                                              |                                         |       |                    |                                                                                              |
| 16 november WK-kwalificatie Finaleronde «onderlinge duels» 20:05 uur (UTC−5) | Panama                                  | 2 – 1 | El Salvador        | Estadio Rommel Fernández, Panama-Stad Toeschouwers: 15.000 Scheidsrechter: Marco Ortíz (MEX) |
| 16 november WK-kwalificatie Finaleronde «onderlinge duels» 20:05 uur (UTC−5) | Cecilio Waterman 50' Freddy Góndola 52' |       | 1' Jairo Henríquez | Estadio Rommel Fernández, Panama-Stad Toeschouwers: 15.000 Scheidsrechter: Marco Ortíz (MEX) |

|                                                                   |                       |       |                      |                                                                              |
| 4 december Vriendschappelijk «onderlinge duels» 20:00 uur (UTC−6) | El Salvador           | 1 – 1 | Ecuador              | PNC Stadium, Houston Toeschouwers: 10.709 Scheidsrechter: Randy Solano (DOM) |
| 4 december Vriendschappelijk «onderlinge duels» 20:00 uur (UTC−6) | Rómulo Villalobos 43' |       | 18' Michael Carcelén | PNC Stadium, Houston Toeschouwers: 10.709 Scheidsrechter: Randy Solano (DOM) |

|                                                                    |             |                       |       | |
| 11 december Vriendschappelijk «onderlinge duels» 18:00 uur (UTC−8) | El Salvador | 0 – 1                 | Chili | Banc of California Stadium, Los Angeles Toeschouwers: 7.000 Scheidsrechter: Pierre-Luc Lauzière (CAN) |
| 11 december Vriendschappelijk «onderlinge duels» 18:00 uur (UTC−8) |             | 90+5' Sebastián Vegas |       | Banc of California Stadium, Los Angeles Toeschouwers: 7.000 Scheidsrechter: Pierre-Luc Lauzière (CAN) |

### 2022
|                                                                             |                      |       |             |                                                                                  |
| 27 januari WK-kwalificatie Finaleronde «onderlinge duels» 19:00 uur (UTC−5) | Verenigde Staten     | 1 – 0 | El Salvador | Lower.com Field, Columbus Toeschouwers: 20.000 Scheidsrechter: Bryan López (GUA) |
| 27 januari WK-kwalificatie Finaleronde «onderlinge duels» 19:00 uur (UTC−5) | Antonee Robinson 52' |       |             | Lower.com Field, Columbus Toeschouwers: 20.000 Scheidsrechter: Bryan López (GUA) |

|                                                                             |          |                                       |             | |
| 30 januari WK-kwalificatie Finaleronde «onderlinge duels» 18:05 uur (UTC−6) | Honduras | 0 – 2                                 | El Salvador | Estadio Olímpico Metropolitano, San Pedro Sula Toeschouwers: 3.000 Scheidsrechter: Keylor Herrera (CRC) |
| 30 januari WK-kwalificatie Finaleronde «onderlinge duels» 18:05 uur (UTC−6) |          | 35' Nelson Bonilla 90+2' Darwin Cerén |             | Estadio Olímpico Metropolitano, San Pedro Sula Toeschouwers: 3.000 Scheidsrechter: Keylor Herrera (CRC) |

|                                                                             |             |                                           |        |                                                                                              |
| 2 februari WK-kwalificatie Finaleronde «onderlinge duels» 20:00 uur (UTC−6) | El Salvador | 0 – 2                                     | Canada | Estadio Cuscatlán, San Salvador Toeschouwers: 9.000 Scheidsrechter: Armando Villarreal (USA) |
| 2 februari WK-kwalificatie Finaleronde «onderlinge duels» 20:00 uur (UTC−6) |             | 66' Atiba Hutchinson 90+3' Jonathan David |        | Estadio Cuscatlán, San Salvador Toeschouwers: 9.000 Scheidsrechter: Armando Villarreal (USA) |

|                                                                           |                |       |                   |                                                                                      |
| 24 maart WK-kwalificatie Finaleronde «onderlinge duels» 18:05 uur (UTC−5) | Jamaica        | 1 – 1 | El Salvador       | Independence Park, Kingston Toeschouwers: 0 Scheidsrechter: Fernando Hernández (MEX) |
| 24 maart WK-kwalificatie Finaleronde «onderlinge duels» 18:05 uur (UTC−5) | Andre Gray 72' |       | 21' Eriq Zavaleta | Independence Park, Kingston Toeschouwers: 0 Scheidsrechter: Fernando Hernández (MEX) |

|                                                                           |                  |       |                                           |                                                                                            |
| 27 maart WK-kwalificatie Finaleronde «onderlinge duels» 15:05 uur (UTC−6) | El Salvador      | 1 – 2 | Costa Rica                                | Estadio Cuscatlán, San Salvador Toeschouwers: 6.000 Scheidsrechter: Daneon Parchment (JAM) |
| 27 maart WK-kwalificatie Finaleronde «onderlinge duels» 15:05 uur (UTC−6) | Cristian Gil 31' |       | 30' Anthony Contreras 45+1' Joel Campbell | Estadio Cuscatlán, San Salvador Toeschouwers: 6.000 Scheidsrechter: Daneon Parchment (JAM) |

|                                                                           |                                          |       |             |                                                                                      |
| 30 maart WK-kwalificatie Finaleronde «onderlinge duels» 19:05 uur (UTC−6) | Mexico                                   | 2 – 0 | El Salvador | Aztekenstadion, Mexico-Stad Toeschouwers: 65.200 Scheidsrechter: Oshane Nation (JAM) |
| 30 maart WK-kwalificatie Finaleronde «onderlinge duels» 19:05 uur (UTC−6) | Uriel Antuna 17' Raúl Jiménez 43' (pen.) |       |             | Aztekenstadion, Mexico-Stad Toeschouwers: 65.200 Scheidsrechter: Oshane Nation (JAM) |

|                                                                 |             |                                                                       |           |                                                                                 |
| 24 april Vriendschappelijk «onderlinge duels» 16:00 uur (UTC−7) | El Salvador | 0 – 4                                                                 | Guatemala | PayPal Park, San Jose Toeschouwers: 18.000 Scheidsrechter: Keylor Herrera (CRC) |
| 24 april Vriendschappelijk «onderlinge duels» 16:00 uur (UTC−7) |             | 25' José Morales 55' Oscar Santis 59' Oscar Santis 75' Stheven Robles |           | PayPal Park, San Jose Toeschouwers: 18.000 Scheidsrechter: Keylor Herrera (CRC) |

|                                                              |                                                        |             |                                        |                                                              |
| 1 mei Vriendschappelijk «onderlinge duels» 16:00 uur (UTC−4) | El Salvador                                            | 3 – 2 gest. | Panama                                 | WakeMed Soccer Park, Cary Scheidsrechter: Selvin Brown (HON) |
| 1 mei Vriendschappelijk «onderlinge duels» 16:00 uur (UTC−4) | Bryan Tamacas 34' Cristian Gil 54' Jairo Henríquez 64' |             | 5' Azarías Londoño 16' Richard Peralta | WakeMed Soccer Park, Cary Scheidsrechter: Selvin Brown (HON) |

|                                                                             |                                                             |       |                      |                                                                                         |
| 4 juni CONCACAF Nations League Groep D «onderlinge duels» 20:00 uur (UTC−6) | El Salvador                                                 | 3 – 1 | Grenada              | Estadio Cuscatlán, San Salvador Toeschouwers: 0 Scheidsrechter: Enrique Santander (MEX) |
| 4 juni CONCACAF Nations League Groep D «onderlinge duels» 20:00 uur (UTC−6) | Nelson Bonilla 2' Nelson Bonilla 43' AJ Paterson 55' (e.d.) |       | 4' Alexander McQueen | Estadio Cuscatlán, San Salvador Toeschouwers: 0 Scheidsrechter: Enrique Santander (MEX) |

|                                                                             |                                               |       |                                             | |
| 7 juni CONCACAF Nations League Groep D «onderlinge duels» 19:00 uur (UTC−4) | Grenada                                       | 2 – 2 | El Salvador                                 | Kirani James Atletiekstadion, Saint George's Toeschouwers: 0 Scheidsrechter: José Torres Rivera (PUR) |
| 7 juni CONCACAF Nations League Groep D «onderlinge duels» 19:00 uur (UTC−4) | Jacob Berkeley-Agyepong 29' Jamal Charles 54' |       | 35' (pen.) Alexander Larín 88' Cristian Gil | Kirani James Atletiekstadion, Saint George's Toeschouwers: 0 Scheidsrechter: José Torres Rivera (PUR) |

|                                                                              |                     |       |                     |                                                                                              |
| 14 juni CONCACAF Nations League Groep D «onderlinge duels» 20:00 uur (UTC−6) | El Salvador         | 1 – 1 | Verenigde Staten    | Estadio Cuscatlán, San Salvador Toeschouwers: 6.313 Scheidsrechter: César Arturo Ramos (MEX) |
| 14 juni CONCACAF Nations League Groep D «onderlinge duels» 20:00 uur (UTC−6) | Alexander Larín 35' |       | 90+1' Jordan Morris | Estadio Cuscatlán, San Salvador Toeschouwers: 6.313 Scheidsrechter: César Arturo Ramos (MEX) |

|                                                                     |                                                                                                  |       |                            |                                                                                        |
| 27 september Vriendschappelijk «onderlinge duels» 20:00 uur (UTC−4) | Peru                                                                                             | 4 – 1 | El Salvador                | Audi Field, Washington D.C. Toeschouwers: 18.000 Scheidsrechter: Benjamín Pineda (CRC) |
| 27 september Vriendschappelijk «onderlinge duels» 20:00 uur (UTC−4) | Eriq Zavaleta 19' (e.d.) Gianluca Lapadula 40' (pen.) Bryan Reyna 81' Christian Cueva 86' (pen.) |       | 34' (pen.) Alexander Larín | Audi Field, Washington D.C. Toeschouwers: 18.000 Scheidsrechter: Benjamín Pineda (CRC) |

|                                                                    |                          |       |             |                                                                  |
| 16 november Vriendschappelijk «onderlinge duels» 20:00 uur (UTC−6) | Nicaragua                | 1 – 0 | El Salvador | Estadio Nacional, Managua Scheidsrechter: Melvin Matamoros (HON) |
| 16 november Vriendschappelijk «onderlinge duels» 20:00 uur (UTC−6) | Byron Bonilla 83' (pen.) |       |             | Estadio Nacional, Managua Scheidsrechter: Melvin Matamoros (HON) |

### 2023
|                                                                 |             |                             |          |                                                                                  |
| 22 maart Vriendschappelijk «onderlinge duels» 19:00 uur (UTC−7) | El Salvador | 0 – 1                       | Honduras | BMO Stadium, Los Angeles Toeschouwers: 16.000 Scheidsrechter: Victor Rivas (USA) |
| 22 maart Vriendschappelijk «onderlinge duels» 19:00 uur (UTC−7) |             | 34' (e.d.) Melvin Cartagena |          | BMO Stadium, Los Angeles Toeschouwers: 16.000 Scheidsrechter: Victor Rivas (USA) |

|                                                                               |                  |       |             |                                                                                    |
| 27 maart CONCACAF Nations League Groep D «onderlinge duels» 19:30 uur (UTC−4) | Verenigde Staten | 1 – 0 | El Salvador | Exploria Stadium, Orlando Toeschouwers: 18.947 Scheidsrechter: Mario Escobar (GUA) |
| 27 maart CONCACAF Nations League Groep D «onderlinge duels» 19:30 uur (UTC−4) | Ricardo Pepi 62' |       |             | Exploria Stadium, Orlando Toeschouwers: 18.947 Scheidsrechter: Mario Escobar (GUA) |

|                                                                | |       |             | |
| 15 juni Vriendschappelijk «onderlinge duels» 19:10 uur (UTC+9) | Japan | 6 – 0 | El Salvador | Toyotastadion, Aichi Toeschouwers: 37.403 Scheidsrechter: Andy Madley (ENG) Video-assistent: Abdulhadi Al-Ruaile (QAT) |
| 15 juni Vriendschappelijk «onderlinge duels» 19:10 uur (UTC+9) | Shogo Taniguchi 1' Ayase Ueda 4' (pen.) Takefusa Kubo 25' Ritsu Doan 44' Keito Nakamura 60' Kyogo Furuhashi 73' |       |             | Toyotastadion, Aichi Toeschouwers: 37.403 Scheidsrechter: Andy Madley (ENG) Video-assistent: Abdulhadi Al-Ruaile (QAT) |

|                                                                |                 |       |                 |                                                                                                 |
| 20 juni Vriendschappelijk «onderlinge duels» 20:00 uur (UTC+9) | Zuid-Korea      | 1 – 1 | El Salvador     | Daejeon World Cupstadion, Daejeon Toeschouwers: 39.823 Scheidsrechter: Ridhwan Bin Zahari (MAS) |
| 20 juni Vriendschappelijk «onderlinge duels» 20:00 uur (UTC+9) | Hwang Ui-jo 49' |       | 87' Alex Roldán | Daejeon World Cupstadion, Daejeon Toeschouwers: 39.823 Scheidsrechter: Ridhwan Bin Zahari (MAS) |

| CONCACAF Gold Cup 2023 |
| ---------------------- |

|                                            |                            |       |                                      | |
| 26 juni Gold Cup Groep C 18:30 uur (UTC−4) | El Salvador                | 1 – 2 | Martinique                           | DRV PNK Stadium, Fort Lauderdale Toeschouwers: 10.101 Scheidsrechter: Adonai Escobedo (MEX) Video-assistent: Guillermo Pacheco (MEX) |
| 26 juni Gold Cup Groep C 18:30 uur (UTC−4) | Bryan Tamacas 90+5' (pen.) |       | 11' Patrick Burner 16' Kévin Fortuné | DRV PNK Stadium, Fort Lauderdale Toeschouwers: 10.101 Scheidsrechter: Adonai Escobedo (MEX) Video-assistent: Guillermo Pacheco (MEX) |

|                                                               |             |       |            | |
| 30 juni Gold Cup Groep C «onderlinge duels» 20:30 uur (UTC−4) | El Salvador | 0 – 0 | Costa Rica | Red Bull Arena, Harrison Toeschouwers: 22.615 Scheidsrechter: César Arturo Ramos (MEX) Video-assistent: Erick Miranda (MEX) |
| 30 juni Gold Cup Groep C «onderlinge duels» 20:30 uur (UTC−4) |             |       |            | Red Bull Arena, Harrison Toeschouwers: 22.615 Scheidsrechter: César Arturo Ramos (MEX) Video-assistent: Erick Miranda (MEX) |

|                                                              |                                   |       |                               | |
| 4 juli Gold Cup Groep C «onderlinge duels» 19:30 uur (UTC−5) | Panama                            | 2 – 2 | El Salvador                   | Shell Energy Stadium, Houston Toeschouwers: 20.002 Scheidsrechter: Walter López Castellanos (GUA) Video-assistent: Guillermo Pacheco (MEX) |
| 4 juli Gold Cup Groep C «onderlinge duels» 19:30 uur (UTC−5) | Fidel Escobar 26' Ismael Díaz 71' |       | 4' Brayan Gil 90+1' Mayer Gil | Shell Energy Stadium, Houston Toeschouwers: 20.002 Scheidsrechter: Walter López Castellanos (GUA) Video-assistent: Guillermo Pacheco (MEX) |

|  |  |  |  |  |  |  |  |  |

|                                                                                  |                                  |       |             | |
| 7 september CONCACAF Nations League Groep A «onderlinge duels» 20:00 uur (UTC−6) | Guatemala                        | 2 – 0 | El Salvador | Estadio Doroteo Guamuch Flores, Guatemala-Stad Toeschouwers: 18.313 Scheidsrechter: Selvin Brown (HON) |
| 7 september CONCACAF Nations League Groep A «onderlinge duels» 20:00 uur (UTC−6) | Carlos Mejía 15' Pedro Altán 78' |       |             | Estadio Doroteo Guamuch Flores, Guatemala-Stad Toeschouwers: 18.313 Scheidsrechter: Selvin Brown (HON) |

|                                                                                   |                                  |       |                                                           |                                                                                   |
| 10 september CONCACAF Nations League Groep A «onderlinge duels» 20:00 uur (UTC−6) | El Salvador                      | 2 – 3 | Trinidad en Tobago                                        | Estadio Jorge Mágico González, San Salvador Scheidsrechter: Ricardo Montero (CRC) |
| 10 september CONCACAF Nations League Groep A «onderlinge duels» 20:00 uur (UTC−6) | Eriq Zavaleta 17' Brayan Gil 53' |       | 22' Ryan Telfer 51' (pen.) Malcolm Shaw 72' Justin Garcia | Estadio Jorge Mágico González, San Salvador Scheidsrechter: Ricardo Montero (CRC) |

|                                                              |                   |       |             |                                                                                                |
| 13 oktober CONCACAF Nations League Groep A 19:00 uur (UTC−4) | Martinique        | 1 – 0 | El Salvador | Stade Pierre-Aliker, Fort-de-France Toeschouwers: 877 Scheidsrechter: César Arturo Ramos (MEX) |
| 13 oktober CONCACAF Nations League Groep A 19:00 uur (UTC−4) | Johnny Marajo 23' |       |             | Stade Pierre-Aliker, Fort-de-France Toeschouwers: 877 Scheidsrechter: César Arturo Ramos (MEX) |

|                                                              |             |       |            | |
| 17 oktober CONCACAF Nations League Groep A 19:00 uur (UTC−6) | El Salvador | 0 – 0 | Martinique | Estadio Jorge Mágico González, San Salvador Toeschouwers: 5.605 Scheidsrechter: Drew Fischer (CAN) |
| 17 oktober CONCACAF Nations League Groep A 19:00 uur (UTC−6) |             |       |            | Estadio Jorge Mágico González, San Salvador Toeschouwers: 5.605 Scheidsrechter: Drew Fischer (CAN) |

|                                                                    |                   |       |                          |                                                                       |
| 16 november Vriendschappelijk «onderlinge duels» 20:00 uur (UTC−4) | Curaçao           | 1 – 1 | El Salvador              | Ergilio Hatostadion, Willemstad Scheidsrechter: Janeishka Caban (PUR) |
| 16 november Vriendschappelijk «onderlinge duels» 20:00 uur (UTC−4) | Juninho Bacuna 3' |       | 87' Diego Flores Sánchez | Ergilio Hatostadion, Willemstad Scheidsrechter: Janeishka Caban (PUR) |

|                                                                    |                          |       |                    |                                                                       |
| 20 november Vriendschappelijk «onderlinge duels» 20:00 uur (UTC−4) | Curaçao                  | 1 – 1 | El Salvador        | Ergilio Hatostadion, Willemstad Scheidsrechter: Janeishka Caban (PUR) |
| 20 november Vriendschappelijk «onderlinge duels» 20:00 uur (UTC−4) | Rangelo Janga 19' (pen.) |       | 71' Styven Vásquez | Ergilio Hatostadion, Willemstad Scheidsrechter: Janeishka Caban (PUR) |

### 2024
|                                                                   |                                  |       |             |                                                                                       |
| 2 februari Vriendschappelijk «onderlinge duels» 20:00 uur (UTC−6) | Costa Rica                       | 2 – 0 | El Salvador | Estadio Nacional, San José Toeschouwers: 13.500 Scheidsrechter: Steven Madrigal (CRC) |
| 2 februari Vriendschappelijk «onderlinge duels» 20:00 uur (UTC−6) | Jostin Daly 20' Aarón Suárez 70' |       |             | Estadio Nacional, San José Toeschouwers: 13.500 Scheidsrechter: Steven Madrigal (CRC) |

|                                              |                  |       |                          |                                                  |
| 20 maart Vriendschappelijk 19:00 uur (UTC−5) | El Salvador      | 1 – 1 | Bonaire                  | Audi Field, Washington D.C. Scheidsrechter: onb. |
| 20 maart Vriendschappelijk 19:00 uur (UTC−5) | Pablo Punyed 69' |       | 62' (e.d.) Óscar Pleitez | Audi Field, Washington D.C. Scheidsrechter: onb. |

|                                                                 |                                                             |       |             |                                                                                               |
| 22 maart Vriendschappelijk «onderlinge duels» 20:00 uur (UTC−4) | Argentinië                                                  | 3 – 0 | El Salvador | Lincoln Financial Field, Philadelphia Toeschouwers: 10.000 Scheidsrechter: Victor Rivas (USA) |
| 22 maart Vriendschappelijk «onderlinge duels» 20:00 uur (UTC−4) | Cristian Romero 16' Enzo Fernández 42' Giovani Lo Celso 52' |       |             | Lincoln Financial Field, Philadelphia Toeschouwers: 10.000 Scheidsrechter: Victor Rivas (USA) |

|                                                                 |                |       |                  |                                                                    |
| 26 maart Vriendschappelijk «onderlinge duels» 20:00 uur (UTC−5) | El Salvador    | 1 – 1 | Honduras         | Shell Energy Stadium, Houston Scheidsrechter: Rubiel Vazquez (USA) |
| 26 maart Vriendschappelijk «onderlinge duels» 20:00 uur (UTC−5) | Brayan Gil 11' |       | 62' Bryan Róchez | Shell Energy Stadium, Houston Scheidsrechter: Rubiel Vazquez (USA) |

|                                                                          |             |       |             |                                                                                          |
| 6 juni WK-kwalificatie Tweede ronde «onderlinge duels» 20:30 uur (UTC−6) | El Salvador | 0 – 0 | Puerto Rico | Estadio Cuscatlán, San Salvador Toeschouwers: 10.851 Scheidsrechter: Said Martínez (HON) |
| 6 juni WK-kwalificatie Tweede ronde «onderlinge duels» 20:30 uur (UTC−6) |             |       |             | Estadio Cuscatlán, San Salvador Toeschouwers: 10.851 Scheidsrechter: Said Martínez (HON) |

|                                                                          |                         |       |                                                          | |
| 9 juni WK-kwalificatie Tweede ronde «onderlinge duels» 16:00 uur (UTC−3) | St. Vincent en de Gren. | 1 – 3 | El Salvador                                              | Dr. Ir. Franklin Essed Stadion, Paramaribo (Suriname) Toeschouwers: 200 Scheidsrechter: Shavin Greene (GUY) |
| 9 juni WK-kwalificatie Tweede ronde «onderlinge duels» 16:00 uur (UTC−3) | Oalex Anderson 43'      |       | 10' Jairo Henríquez 60' Rafael Tejada 83' Nelson Bonilla | Dr. Ir. Franklin Essed Stadion, Paramaribo (Suriname) Toeschouwers: 200 Scheidsrechter: Shavin Greene (GUY) |

|                                                                |             |                   |      |                                                                                 |
| 14 juni Vriendschappelijk «onderlinge duels» 20:30 uur (UTC−4) | El Salvador | 0 – 1             | Peru | Subaru Park, Chester Toeschouwers: 12.000 Scheidsrechter: Kwinsi Williams (TTO) |
| 14 juni Vriendschappelijk «onderlinge duels» 20:30 uur (UTC−4) |             | 17' Edison Flores |      | Subaru Park, Chester Toeschouwers: 12.000 Scheidsrechter: Kwinsi Williams (TTO) |

|                                                                |           |                    |             |                                                                         |
| 27 juli Vriendschappelijk «onderlinge duels» 19:30 uur (UTC−7) | Guatemala | 0 – 1              | El Salvador | Dignity Health Sports Park, Carson Scheidsrechter: Oliver Vergara (PAN) |
| 27 juli Vriendschappelijk «onderlinge duels» 19:30 uur (UTC−7) |           | 83' Ezequiel Rivas |             | Dignity Health Sports Park, Carson Scheidsrechter: Oliver Vergara (PAN) |

|                                                                                  |                    |       |                                                                                         |                                                                                 |
| 5 september CONCACAF Nations League Groep A «onderlinge duels» 16:00 uur (UTC−4) | Montserrat         | 1 – 4 | El Salvador                                                                             | Antonio Trenidatstadion, Rincon (Bonaire) Scheidsrechter: Benjamín Pineda (CRC) |
| 5 september CONCACAF Nations League Groep A «onderlinge duels» 16:00 uur (UTC−4) | Brandon Barzey 28' |       | 9' Bryan Landaverde 63' Emerson Mauricio 68' Tereso Benítez 84' (pen.) Kevin Santamaría | Antonio Trenidatstadion, Rincon (Bonaire) Scheidsrechter: Benjamín Pineda (CRC) |

|                                                               |                                                |       |                          |                                                                                 |
| 8 september CONCACAF Nations League Groep A 21:00 uur (UTC−4) | El Salvador                                    | 2 – 1 | Bonaire                  | Antonio Trenidatstadion, Rincon (Bonaire) Scheidsrechter: Steven Madrigal (CRC) |
| 8 september CONCACAF Nations League Groep A 21:00 uur (UTC−4) | Quincy Hoeve 45+3' (e.d.) Emerson Mauricio 60' |       | 90+1' Jort van der Sande | Antonio Trenidatstadion, Rincon (Bonaire) Scheidsrechter: Steven Madrigal (CRC) |

|                                                                                 |                                 |       |                                                          |                                                                                      |
| 10 oktober CONCACAF Nations League Groep A «onderlinge duels» 21:00 uur (UTC−4) | St. Vincent en de Gren.         | 2 – 3 | El Salvador                                              | Arnos Valestadion, Kingstown Toeschouwers: 3.500 Scheidsrechter: Oshane Nation (JAM) |
| 10 oktober CONCACAF Nations League Groep A «onderlinge duels» 21:00 uur (UTC−4) | Brandon John 43' Shak Adams 63' |       | 20' Styven Vásquez 70' Santos Ortíz 87' Francis Castillo | Arnos Valestadion, Kingstown Toeschouwers: 3.500 Scheidsrechter: Oshane Nation (JAM) |

|                                                                                 |                 |       |                                   | |
| 13 oktober CONCACAF Nations League Groep A «onderlinge duels» 20:00 uur (UTC−4) | El Salvador     | 1 – 2 | St. Vincent en de Gren.           | Arnos Valestadion, Kingstown (Saint Vincent en de Grenadines) Scheidsrechter: Tristley Bassue (SKN) |
| 13 oktober CONCACAF Nations League Groep A «onderlinge duels» 20:00 uur (UTC−4) | Rudy Clavel 71' |       | 39' Shakeem Adams 88' Diel Spring | Arnos Valestadion, Kingstown (Saint Vincent en de Grenadines) Scheidsrechter: Tristley Bassue (SKN) |

|                                                               |         |                    |             | |
| 14 november CONCACAF Nations League Groep A 19:00 uur (UTC−6) | Bonaire | 0 – 1              | El Salvador | Estadio Cuscatlán, San Salvador (El Salvador) Toeschouwers: 5.732 Scheidsrechter: Steven Madrigal (CRC) |
| 14 november CONCACAF Nations League Groep A 19:00 uur (UTC−6) |         | 83' Styven Vásquez |             | Estadio Cuscatlán, San Salvador (El Salvador) Toeschouwers: 5.732 Scheidsrechter: Steven Madrigal (CRC) |

|                                                                                  |                  |       |            |                                                                    |
| 17 november CONCACAF Nations League Groep A «onderlinge duels» 19:00 uur (UTC−6) | El Salvador      | 1 – 0 | Montserrat | Estadio Cuscatlán, San Salvador Scheidsrechter: Sergio Reyna (GUA) |
| 17 november CONCACAF Nations League Groep A «onderlinge duels» 19:00 uur (UTC−6) | Rafael Tejada 9' |       |            | Estadio Cuscatlán, San Salvador Scheidsrechter: Sergio Reyna (GUA) |

### 2025
|                                                               |          |   |             |                                                    |
| 7 juni WK-kwalificatie Tweede ronde «onderlinge duels» n.n.b. | Anguilla | – | El Salvador | n.n.b. Toeschouwers: n.n.b. Scheidsrechter: n.n.b. |
| 7 juni WK-kwalificatie Tweede ronde «onderlinge duels» n.n.b. |          |   |             | n.n.b. Toeschouwers: n.n.b. Scheidsrechter: n.n.b. |

|                                                                        |             |   |          |                                                    |
| 10 juni WK-kwalificatie Tweede ronde «onderlinge duels» n.n.b. (UTC−6) | El Salvador | – | Suriname | n.n.b. Toeschouwers: n.n.b. Scheidsrechter: n.n.b. |
| 10 juni WK-kwalificatie Tweede ronde «onderlinge duels» n.n.b. (UTC−6) |             |   |          | n.n.b. Toeschouwers: n.n.b. Scheidsrechter: n.n.b. |

| CONCACAF Gold Cup 2025 |
| ---------------------- |

|                                                               |         |   |             |                                                                   |
| 17 juni Gold Cup Groep B «onderlinge duels» 17:15 uur (UTC−7) | Curaçao | – | El Salvador | PayPal Park, San Jose Toeschouwers: n.n.b. Scheidsrechter: n.n.b. |
| 17 juni Gold Cup Groep B «onderlinge duels» 17:15 uur (UTC−7) |         |   |             | PayPal Park, San Jose Toeschouwers: n.n.b. Scheidsrechter: n.n.b. |

|                                                               |          |   |             |                                                                           |
| 21 juni Gold Cup Groep B «onderlinge duels» 21:00 uur (UTC−5) | Honduras | – | El Salvador | Shell Energy Stadium, Houston Toeschouwers: n.n.b. Scheidsrechter: n.n.b. |
| 21 juni Gold Cup Groep B «onderlinge duels» 21:00 uur (UTC−5) |          |   |             | Shell Energy Stadium, Houston Toeschouwers: n.n.b. Scheidsrechter: n.n.b. |

|                                                               |        |   |             |                                                                           |
| 24 juni Gold Cup Groep B «onderlinge duels» 21:00 uur (UTC−5) | Canada | – | El Salvador | Shell Energy Stadium, Houston Toeschouwers: n.n.b. Scheidsrechter: n.n.b. |
| 24 juni Gold Cup Groep B «onderlinge duels» 21:00 uur (UTC−5) |        |   |             | Shell Energy Stadium, Houston Toeschouwers: n.n.b. Scheidsrechter: n.n.b. |

|  |  |  |  |  |  |  |  |  |

FSF · A-internationals · Selecties · Bondscoaches · Statistieken · Salvadoraans vrouwenelftal ·  
Olympisch elftal · El Salvador U21 · El Salvador U19 · El Salvador U17
1920 – 1929 · 
1930 – 1939 · 
1940 – 1949 · 
1950 – 1959 · 
1960 – 1969 · 
1970 – 1979 · 
1980 – 1989 · 
1990 – 1999 · 
2000 – 2009 · 
2010 – 2019 ·
2020 − 2029
Gold Cup 1991 · 
Gold Cup 1993 · 
Gold Cup 1996 · 
Gold Cup 1998 · 
Gold Cup 2000 · 
Gold Cup 2002 · 
Gold Cup 2003 · 
Gold Cup 2005 · 
Gold Cup 2007 · 
Gold Cup 2009 · 
Gold Cup 2011 · 
Gold Cup 2013
WK 1970 · 
WK 1982
OS 1968
1921 · 
1922–1927 · 
1928 · 
1929 · 
1930 · 
1931–1934 · 
1935 · 
1936–1937 · 
1938 · 
1939–1940 · 
1941 · 
1942 · 
1943 · 
1944–1945 · 
1946 · 
1947 · 
1948 · 
1949 · 
1950 · 
1951–1952 · 
1953 · 
1954 · 
1955 · 
1955–1960 · 
1961 · 
1962 · 
1963 · 
1964 · 
1965 · 
1966 · 
1967 · 
1968 · 
1969 · 
1970 · 
1971 · 
1972 · 
1973 · 
1974 · 
1975 · 
1976 · 
1977 · 
1978 · 
1979 · 
1980 · 
1981 · 
1982 · 
1983 · 
1984 · 
1985 · 
1986 · 
1987 · 
1988 · 
1989 · 
1990 · 
1991 · 
1992 · 
1993 · 
1994 · 
1995 · 
1996 · 
1997 · 
1998 · 
1999 · 
2000 · 
2000 · 
2001 · 
2002 · 
2003 · 
2004 · 
2005 · 
2006 · 
2007 · 
2008 · 
2009 · 
2010 · 
2011 · 
2012 · 
2013 ·
2014 ·
2015 ·
2016 ·
2017 ·
2018 ·
2019 ·
2020 ·
2021 ·
2022 ·
2023
Amerikaanse Maagdeneilanden ·
Anguilla ·
Antigua en Barbuda ·
Argentinië ·
Armenië ·
Aruba ·
Barbados ·
België ·
Belize ·
Bermuda ·
Bolivia ·
Brazilië ·
Canada ·
Chili ·
China ·
Colombia ·
Costa Rica ·
Cuba ·
Curaçao ·
Dominicaanse Republiek ·
Ecuador ·
Estland ·
GOS ·
Grenada ·
Griekenland ·
Guatemala ·
Guyana ·
Haïti ·
Honduras ·
Hongarije ·
IJsland ·
Ivoorkust ·
Jamaica ·
Japan ·
Joegoslavië ·
Kaaimaneilanden ·
Mexico ·
Moldavië · 
Montserrat ·
Nederlandse Antillen ·
Nicaragua ·
Nieuw-Zeeland ·
Panama ·
Paraguay ·
Peru ·
Puerto Rico ·
Qatar ·
Rusland ·
Saint Kitts en Nevis ·
Saint Lucia ·
Saint Vincent en de Grenadines ·
Sovjet-Unie ·
Spanje ·
Suriname ·
Trinidad en Tobago ·
Venezuela ·
Verenigde Staten ·
Zuid-Korea
CONMEBOL: Argentinië · Bolivia · Brazilië · Chili · Colombia · Ecuador · Paraguay · Peru · Uruguay · Venezuela

UEFA: Albanië · Andorra · Armenië · Azerbeidzjan · België · Bosnië en Herzegovina · Bulgarije · Cyprus · Denemarken · Duitsland · Engeland · Estland · Faeröer · Finland · Frankrijk · Georgië · Gibraltar · Griekenland · Hongarije · IJsland · Ierland · Israël · Italië · Kazachstan · Kosovo · Kroatië · Letland · Liechtenstein · Litouwen · Luxemburg · Malta · Moldavië · Montenegro · Nederland · Noord-Ierland · Noord-Macedonië · Noorwegen · Oekraïne · Oostenrijk · Polen · Portugal · Roemenië · Rusland · San Marino · Schotland · Servië · Slovenië · Slowakije · Spanje · Tsjechië · Turkije · Wales · Wit-Rusland · Zweden · Zwitserland

AFC: Australië · China · Irak · Iran · Japan · Libanon · Oezbekistan · Oman · Qatar · Saoedi-Arabië · Syrië · Verenigde Arabische Emiraten · Vietnam · Zuid-Korea

CAF: Algerije · Burkina Faso · Congo-Kinshasa · Egypte · Ghana · Ivoorkust · Kaapverdië · Kameroen · Mali · Marokko · Nigeria · Senegal · Tunesië · Zuid-Afrika

CONCACAF: Canada · Costa Rica · Curaçao · El Salvador · Honduras · Jamaica · Mexico · Panama · Suriname · Verenigde Staten

OFC: Nieuw-Zeeland